# Saint-Vincent-de-Salers
Saint-Vincent-de-Salers (okzitanisch Sant Vincenç de Salèrn) ist eine französische Gemeinde mit 70 Einwohnern (Stand 1. Januar 2022) im Département Cantal in der Region Auvergne-Rhône-Alpes (vor 2016 Auvergne). Sie gehört zum Kanton Riom-ès-Montagnes im Arrondissement Mauriac. 

## Lage
Saint-Vincent-de-Salers liegt etwa 37 Kilometer nordnordöstlich von Aurillac.
Nachbargemeinden sind Trizac im Norden und Osten, Le Vaulmier im Südosten und Süden, Anglards-de-Salers im Süden und Westen sowie Moussages im Nordwesten.

## Bevölkerungsentwicklung
| Jahr                       | 1962 | 1968 | 1975 | 1982 | 1990 | 1999 | 2006 | 2011 | 2019 |
| -------------------------- | ---- | ---- | ---- | ---- | ---- | ---- | ---- | ---- | ---- |
| Einwohner                  | 352  | 299  | 217  | 168  | 127  | 108  | 89   | 73   | 68   |
| Quellen: Cassini und INSEE |      |      |      |      |      |      |      |      |      |

## Sehenswürdigkeiten
- Kirche Saint-Vincent aus dem 12. Jahrhundert, seit 1930 Monument historique
- Schloss La Borie aus dem 15. Jahrhundert
- Brücke Henri VI.  aus dem 15. Jahrhundert
- Schloss Chanterelle aus dem 17. Jahrhundert

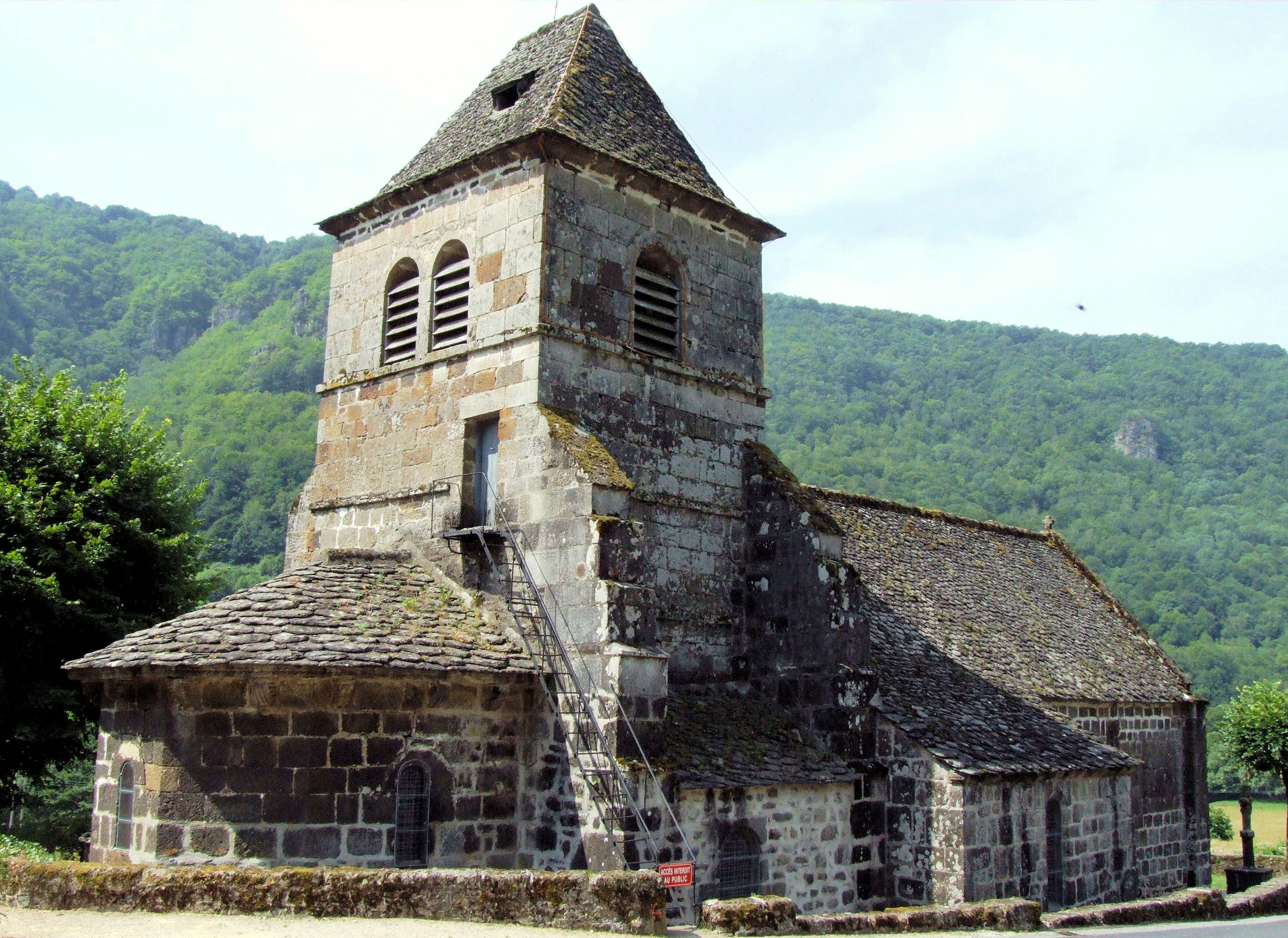
Kirche Saint-Vincent
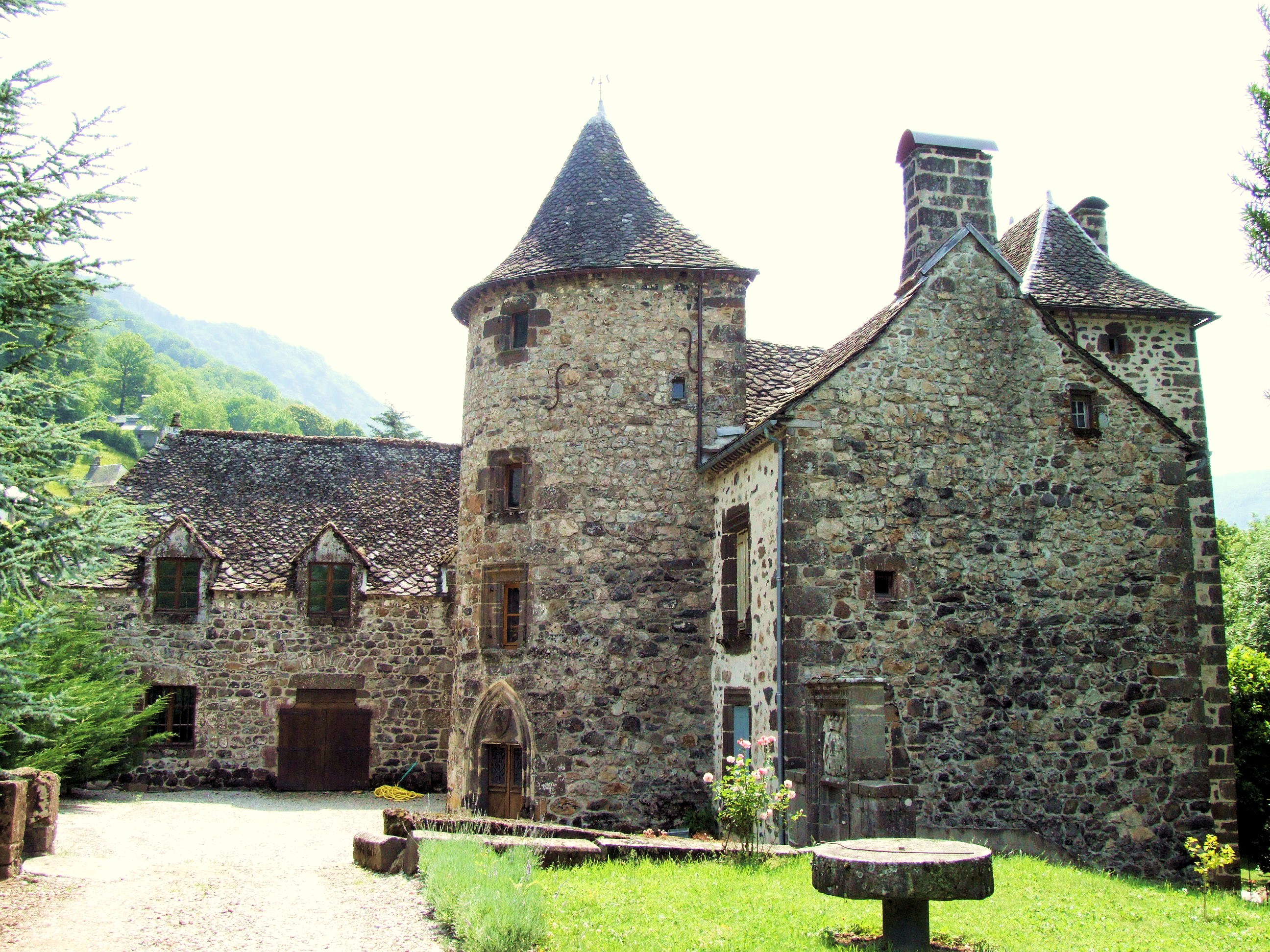
Schloss La Borie